# Всеволод Юрьевич Большое Гнездо
Все́волод Ю́рьевич Большо́е Гнездо́ (в крещении Дмитрий, 1154 — 15 апреля 1212) — великий князь Владимирский с 1176 года, до этого в течение 35 дней (с февраля по 24 марта 1173) княжил в Киеве.
Всеволод Юрьевич — сын Юрия Долгорукого, младший брат Андрея Боголюбского. При нём Великое княжество Владимирское достигло наивысшего могущества. Получил прозвище «Большое Гнездо», потому что имел большое потомство — 12 детей, в том числе восьмерых сыновей. В российской историографии его иногда называют Всеволодом III. Время правления Всеволода — период наивысшего подъёма Владимиро-Суздальской земли. Причины успеха Всеволода — опора на новые города (Владимир, Переславль-Залесский, Дмитров, Городец, Кострома, Тверь), где боярство до него было относительно слабым, а также опора на новый социальный слой — дворянство. В Лаврентьевской летописи начиная с 1186 года Всеволод именуется «великим князем», в чём сказалось влияние Переяславской летописи (Переславля-Залесского), между тем более ранние события описаны на основе Владимирской летописи. Неизвестный автор «Слова о полку Игореве», призывая Всеволода присоединиться к южным князьям для борьбы с кочевниками, также титулует его «великим князем» и говорит, что его войско может «Волгу вёслами расплескать, а Дон шлемами вычерпать».
Канонизирован, в лике благоверных. День памяти 15/28 апреля  и 23 июня/6 июля (в Соборе Владимирских святых).

## Биография
В 1162 году вместе с матерью и братьями Василько и Мстиславом был изгнан Андреем Боголюбским, уехал в Константинополь к императору Мануилу. В пятнадцатилетнем возрасте вернулся на Русь и, помирившись с Андреем, в 1169 году вместе с другими союзными князьями принял участие в походе на Киев. В 1173 году по распоряжению старшего брата — Михаила Юрьевича — вместе с Ярополком Ростиславичем сел в Киеве и вскоре был пленён захватившими город смоленскими Ростиславичами. Выкуплен из плена Михаилом.

### Борьба за власть во Владимире
После убийства Андрея (1174) вместе со старшим братом Михаилом, а после его смерти (1176) самостоятельно боролся за власть во Владимиро-Суздальском княжестве с племянниками, Мстиславом и Ярополком Ростиславичами. Пользовался поддержкой Святослава Всеволодовича Черниговского. 27 июня 1176 года нанёс решающее поражение Мстиславу, а в начале 1177 года разбил его союзника, Глеба Рязанского, пленил его и Ростиславичей. Глеб вскоре умер во владимирской тюрьме, а Ростиславичи были ослеплены и отпущены. Мстислав вскоре умер, а Ярополк затем брался в плен Всеволодом (1181) и изгонялся по требованию Всеволода его политическими противниками (1196).
Военная победа при поддержке черниговских сил позволила старшему брату Всеволода Михаилу и затем самому Всеволоду уйти от политической зависимости от старого ростово-суздальского боярства и опереться на младшую дружину, впервые в 1175 году в летописи фиксируется название этого нового социального слоя — дворяне.

### Укрепление внешнеполитического положения княжества

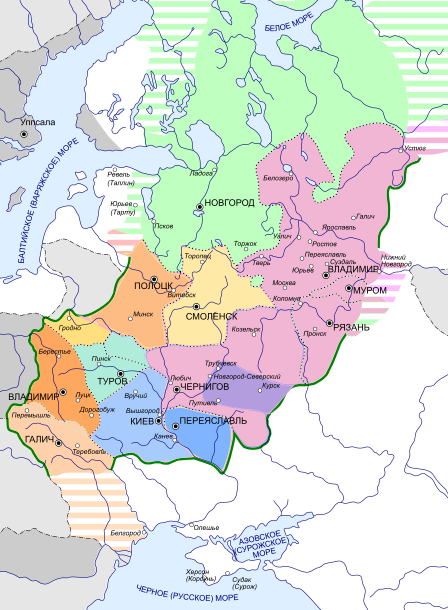
Розовым отмечены княжества, пославшие войска в поход на Волжскую Булгарию (1183)

Рязанским князем стал Роман Глебович, женатый на дочери Святослава, но уже в 1180 году Всеволод разорвал союз со Святославом, воспротивившись сосредоточению власти Романом в рязанской земле. Святослав предпринял карательный поход против Всеволода, закончившийся тщетным стоянием на реке Влене, причём из Новгорода был изгнан сын Святослава, и в последующие 3 десятилетия там княжили представители Всеволода. В частности, отпуская старшего сына Константина на новгородское княжение (1205), Всеволод произнёс речь: 
сыну мой, Константине, на тобе Бог положил переже старейшиньство во всей братьи твоей, а Новгород Великий старейшинство имать княженью во всей Руськой земли
Всеволод Большое Гнездо продолжал борьбу с Волжской Булгарией и мордвой (походы 1183 и 1185). Первый поход был проведён с муромцами и рязанцами, с помощью Святослава Всеволодовича, со стороны которого в летописи зафиксировано уникальное обращение к Всеволоду (брат и сын) и при участии смоленского княжича Мстислава Давыдовича. Также по дороге к войску присоединились местные половцы.
В 1185 году Всеволод провёл новое вторжение в Рязанское княжество.
В 1189 году принял под покровительство галицкого князя Владимира Ярославича, сына своей сестры.
В 1194 году Святослав Всеволодович с братьями собрался в Рогове и выступил в поход против рязанских князей из-за пограничного спора, одновременно спросив разрешения Всеволода Большое Гнездо, но тот ответил отказом, и войска пришлось развернуть от Карачева.

### Политика на юге после смерти Святослава Всеволодовича
После смерти Святослава на киевском княжении (1194) Рюрик Ростиславич отдал в держание своему зятю Роману довольно большую волость на Киевщине в Поросье, в составе которой было пять городов: Торческ, Треполь, Корсунь, Богуслав и Канев. Всеволод Большое Гнездо, на признание которого старшим в роду Мономаховичей пошёл Рюрик, вытребовал себе волость Романа, отдав из неё Торческ сыну Рюрика Ростиславу. Так Всеволод разрушил союз южных Мономаховичей, чтобы не утратить влияния на южные дела. Ольговичи провели удачный поход против Давыда смоленского в 1195 году. В 1196 году черниговцы подготовились к обороне своей столицы от Рюрика киевского, сделали засеки на пути предполагаемого наступления смоленских и владимирских войск и поставили свои основные силы за засеками. Рюрик вынужден был задействовать часть своих южных сил (Мстислав Романович и Ростислав Рюрикович) и галицких союзников (Владимир Ярославич) на отвлечение Романа Волынского. До сражений дело не дошло, но Ольговичи отказались от притязаний на Киев при жизни Рюрика и на Смоленск — при жизни Давыда. Причём Всеволод заключил мир с Ольговичами, несмотря на отклонение ими условия о разрыве союза с Романом волынским, что вызвало негодование Рюрика и полного отнятия им у Всеволода владений на Киевщине. Одним из условий мира была выдача Ярополка Ростиславича Всеволоду, вероятно, ранее вторично отпущенного.

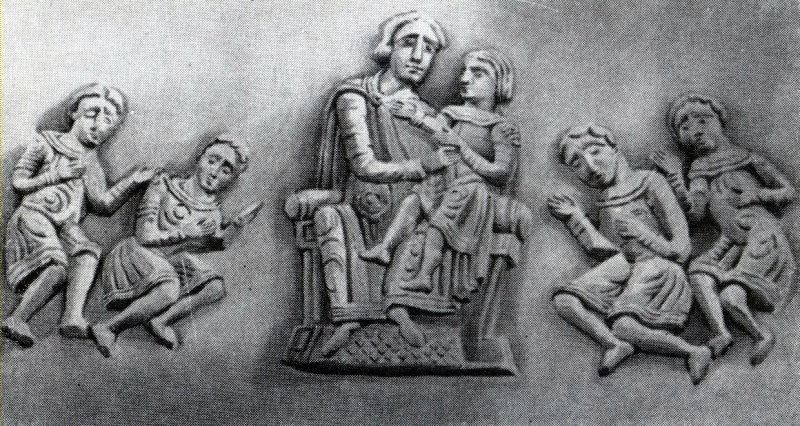
Композиция на левой надоконной композиции северной стены Владимирского Дмитриевского собора: в центре сидит Всеволод III с младшим на ту пору сыном Святославом на руках. К нему подбегают старшие дети Константин, Юрий, Ярослав и Владимир.

В апреле-июне 1198 года Всеволод провёл поход против донских половцев, разгромив их зимовища, то есть проник в южную часть занятых ими районов. И вместо обычной весенней откочёвки на север они должны были бежать ещё южнее, к морю, чтобы избежать столкновения со Всеволодом.
Соотношение сил на юге резко изменилось с приходом к власти в Галиче (1199) и Киеве (1201) Романа Галицкого. Близкая Всеволоду Лаврентьевская летопись сообщает, что Всеволод и Роман посадили на киевское княжение Ингваря Ярославича, двоюродного брата Романа (аналогично (волей Всеволода) она объясняет вокняжение в Киеве Рюрика Ростиславича в 1194 году). Рюрик Ростиславич объединил свои усилия с Ольговичами и половцами, но добился только разгрома Киева (02.01.1203) — второго за историю усобиц. Рюрик был захвачен Романом и пострижен в монахи, но необходимость учесть интересы Всеволода заставила Романа признать киевским князем Ростислава Рюриковича.
После смерти Романа (1205) по приглашению венгерского короля сын Всеволода Ярослав попытался занять Галич, на который претендовали также северские Ольговичи. Началась новая усобица, Всеволод лишился южного Переяславского княжества, а Рюрик — Киева. В ответ Всеволод в 1207 году, объявив о походе на Чернигов, вместо этого разгромил черниговских союзников в Рязанском княжестве, пленил 6 князей, посадил наместником своего сына Ярослава, а после восстания рязанцев в 1208 году сжёг Рязань. Но вернувшийся на киевское княжение Рюрик не вернул Всеволоду Переяславль, а в 1209 году интересы Всеволода уже впрямую столкнулись в Новгороде с интересами смоленских Ростиславичей (там сел Мстислав Мстиславич Удатный). Тогда Ольговичи предложили мир Всеволоду Большое Гнездо: Всеволод Чермный сел в Киеве, Рюрик Ростиславич — в Чернигове, Переяславль вернулся под контроль Всеволода (1210). В ознаменование мира Юрий Всеволодович владимирский женился на черниговской княжне Агафье Всеволодовне (1211).

### Последние годы
В 1211 году встал вопрос о престолонаследии: старший сын Всеволода Константин (женатый на дочери смоленского князя) требовал дать ему оба старших города, Владимир и Ростов, Юрию же дать Суздаль. Тогда Всеволод «созвал всех бояр своих с городов и волостей и епископа Иоанна, и игумены, и попы, и купцы, и дворяны, и вси люди», и этот собор подтвердил решение Всеволода о лишении Константина прав на великое княжение в пользу Юрия: Юрий сел во Владимире, а Константин в Ростове. Это стало причиной войны между ними после смерти Всеволода.
Гробница Всеволода находится в Андреевском приделе Успенского собора во Владимире, за иконостасом. Гробницы в соборе почти совсем не исследованы, единственное исключение — исследование гробницы князя Всеволода, проведенное в 1934 г. Н. Н. Ворониным. Это исследование подтвердило, что останки в соборе перемещали: оказалось, что гробница была доверху наполнена человеческими костями (останки 15 человек, из них 2 ребёнка). «Гробница Всеволода открывалась неоднократно в связи с попытками канонизировать князя. Вскрытия имели место в XVI и XVII вв. и наконец в 1869 г., после чего кандидатура Всеволода в феодальный пантеон была окончательно снята, и его гробница послужила местом свалки костей, потревоженных при ремонтах собора».

### Итоги правления
Всеволод правил во Владимире 36 лет и за это время вернул княжеству то влияние, которое оно имело при Андрее Боголюбском, хотя в отличие от того делал это не прямым военным вмешательством (которое в исполнении Андрея в итоге успехом не увенчалось), а умелой дипломатической игрой. По выражению Грекова А. Б., несколько кампаний выиграл простым ожиданием. В 1181—1182, 1194—1196 и 1207-11 годах, позиционируя себя союзником смоленских Ростиславичей, играл на их противоречиях с Ольговичами и заключал с последними сепаратный мир. Однако, не решившись на прямое военное вмешательство в Новгороде, Всеволод потерял его в пользу смоленских князей (Андрей Боголюбский в похожей ситуации решился, но потерпел разгром). Попытка общаться с Мстиславом Удатным в стиле, сходном со стилем общения Андрея Боголюбского с отцом Мстислава (как с младшим), эффекта также не принесла.
Основными итогами правления Всеволода была расправа с боярами Ростова, противившимися княжеской власти, и союз княжеской власти с новым социальным слоем — дворянством, расширение территории Владимиро-Суздальского княжества, украшение Владимира Дмитриевским и Рождественским соборами, кремлём-детинцем. Летописец говорит о его набожности и нищелюбии и прибавляет, что князь судил судом истинным и нелицемерным.
После смерти Всеволода в Северо-Восточной Руси образовались удельные княжества под верховной властью великого князя владимирского: Суздальское, Переяславское (с Тверью, Дмитровом), Ростовское (с Белоозером, Устюгом), Ярославское, Угличское, Юрьевское, Стародубское. Иван III в 1471 году указывал, что Новгород является его отчиной как владение владимирского князя Всеволода Большое Гнездо.
После смерти Всеволода прекратилось влияние владимирских князей на южнорусские дела.

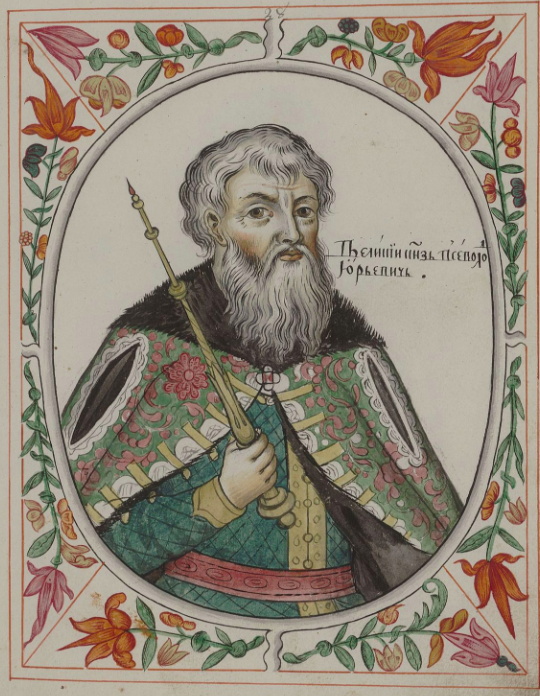
Портрет Всеволода в титулярнике 1673 года
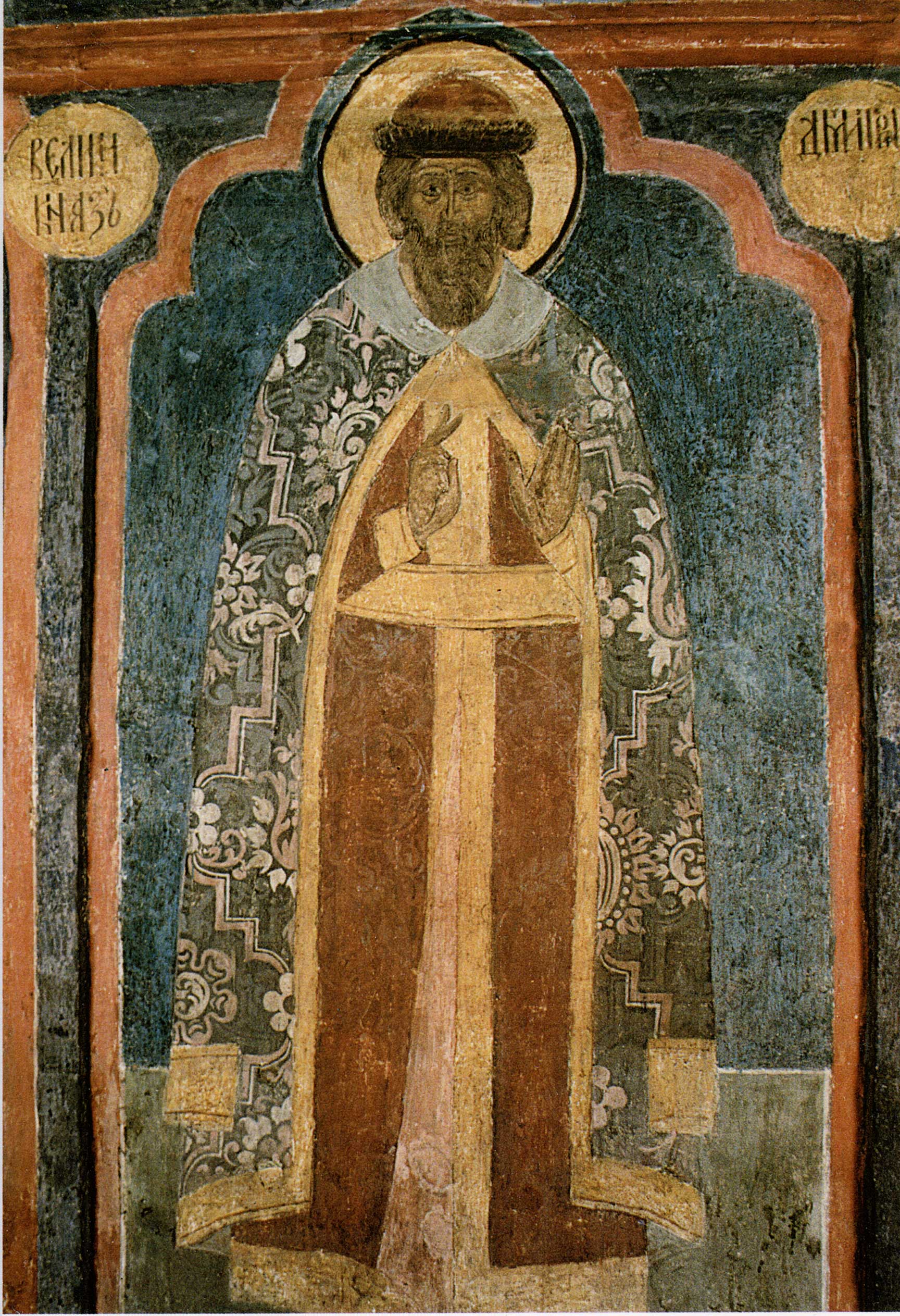
Князь Всеволод (в крещении Дмитрий), Архангельский собор, Кремль, 1652 - 1666
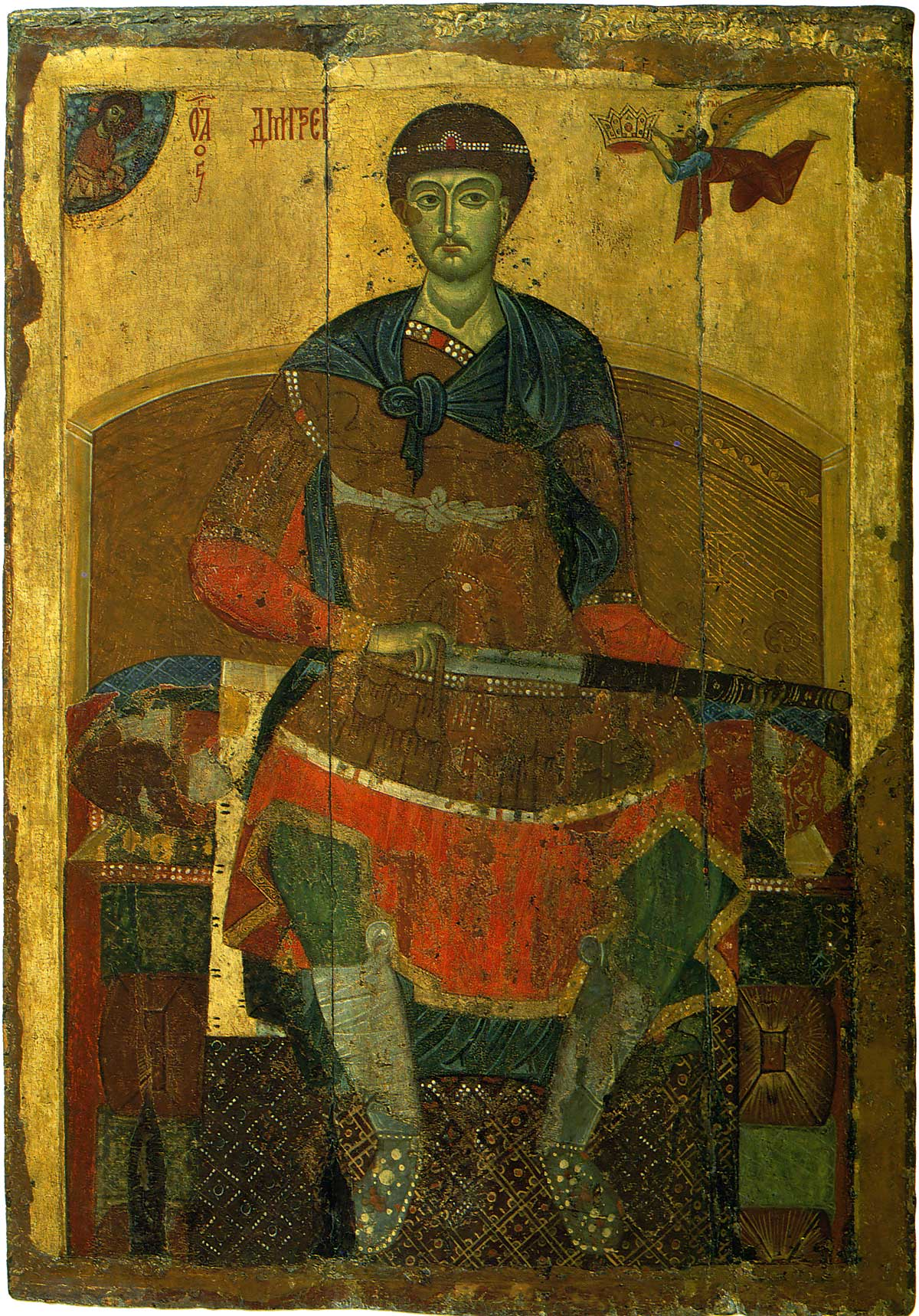
Заказанная Димитрием-Всеволодом икона с изображением тезоименитого ему святого. Не исключено портретное сходство с заказчиком.
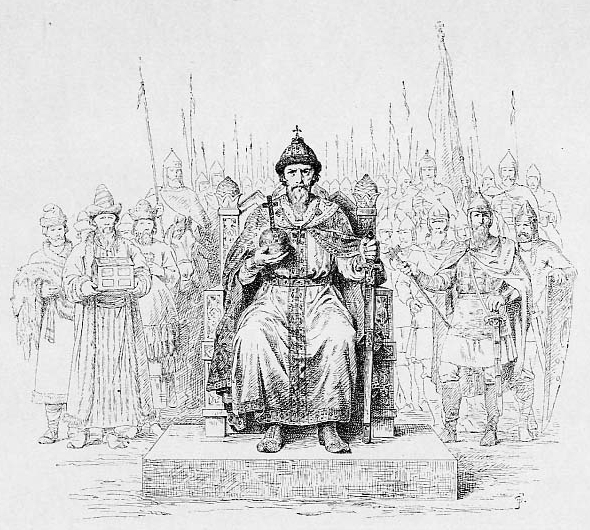
Всеволод "Большое Гнездо", рисунок В.П.Верещагина, 1896 г. из альбома «История Государства Российского в изображениях державных его правителей с кратким пояснительным текстом».
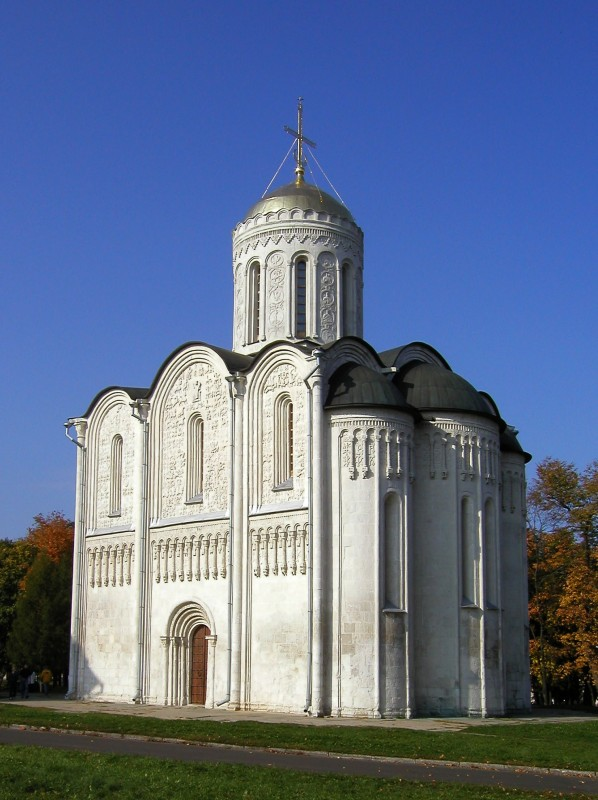
Придворный храм Всеволода носит имя его небесного покровителя — Димитрия Солунского

## В «Слове о полку Игореве»
Великий князь Всеволод! Не помыслишь ли ты прилететь издалека, отцовский золотой престол поберечь? Ты ведь можешь Волгу вёслами расплескать, а Дон шлемами вычерпать. Если бы ты был здесь, то была бы невольница по ногате, а раб по резане. Ты ведь можешь посуху живыми шереширами стрелять, удалыми сынами Глебовыми.

## Семья и дети
1-я жена — ясская  княжна Мария Шварновна, сестра жены Мстислава Черниговского.
Дети:
- Всеслава (ум.после 1206). С 15 июня 1187 замужем за Ростиславом Ярославичем сновским;
- Сбыслава (Пелагея, род. 1178);
- Верхуслава (Антония/Анастасия) (1181—после 1198), с 26 апреля 1189, с восьмилетнего возраста, замужем за Ростиславом Рюриковичем
- Константин (1186—1218) — новгородский князь, ростовский князь и великий князь владимирский;
- Борис.  Родился 2 мая 1187 года, скончался младенцем в 1188 году. Был похоронен в Успенском соборе Владимира, могила утрачена.[15]
- Глеб (†1189)[16];
- Юрий (1188—1238) — городецкий князь, суздальский князь и великий князь владимирский;
- Елена (Алёна) (ум.30 декабря 1203/1205);
- Ярослав (Феодор) (1191—1246) — переяславский князь, переяславль-залесский князь, киевский князь, новгородский князь и великий князь владимирский;
- Владимир (Дмитрий) (1192—1227) — князь стародубский;
- Святослав (Гавриил) (1196—1252) — великий князь владимирский. За время своей жизни князь Святослав княжил в Новгороде, Переяславле-Южном, Суздале, Владимире, Юрьеве-Польском.;
- Иван (1197/1198—1247) — князь стародубский;

2-я жена — с 1209 г. дочь Василька Брячиславича Полоцко-Витебского (Татищевым называется Любавой).

## Потомки
|                         |                         |                         |                         |                         |                         |                         |                         |                         |                         |                    |                    |                    |                    |                  |                  |                   |                   |                   |                   |                   |                   |                   |                   |                   |                   |                   |                   | Всеволод Большое Гнездо |                      |                      |                      |                      |                      |                      |                      |                      |                      |                    |                    |                       |                       |                       |                       |                       |                       |                   |                   |                        |                        |                        |                        |                        |                        |                     |                     |                     |                     |                   |                   |                   |                   |  |  |  |  |  |  |  |  |  |  |  |  |  |  |  |  |  |  |  |  |  |  |  |  |  |  |  |  |  |  |  |  |  |  |  |  |  |  |  |  |  |  |  |  |  |  |  |  |  |  |  |  |
|                         |                         |                         |                         |                         |                         |                         |                         |                         |                         |                    |                    |                    |                    |                  |                  |                   |                   |                   |                   |                   |                   |                   |                   |                   |                   |                   |                   |                         |                      |                      |                      |                      |                      |                      |                      |                      |                      |                    |                    |                       |                       |                       |                       |                       |                       |                   |                   |                        |                        |                        |                        |                        |                        |                     |                     |                     |                     |                   |                   |                   |                   |  |  |  |  |  |  |  |  |  |  |  |  |  |  |  |  |  |  |  |  |  |  |  |  |  |  |  |  |  |  |  |  |  |  |  |  |  |  |  |  |  |  |  |  |  |  |  |  |  |  |  |  |
|                         |                         |                         |                         |                         |                         |                         |                         |                         |                         |                    |                    |                    |                    |                  |                  |                   |                   |                   |                   |                   |                   |                   |                   |                   |                   |                   |                   |                         |                      |                      |                      |                      |                      |                      |                      |                      |                      |                    |                    |                       |                       |                       |                       |                       |                       |                   |                   |                        |                        |                        |                        |                        |                        |                     |                     |                     |                     |                   |                   |                   |                   |  |  |  |  |  |  |  |  |  |  |  |  |  |  |  |  |  |  |  |  |  |  |  |  |  |  |  |  |  |  |  |  |  |  |  |  |  |  |  |  |  |  |  |  |  |  |  |  |  |  |  |  |
| Константин Всеволодович | Константин Всеволодович | Константин Всеволодович | Константин Всеволодович | Константин Всеволодович | Константин Всеволодович |                         |                         | Борис Всеволодович      | Борис Всеволодович      | Борис Всеволодович | Борис Всеволодович | Борис Всеволодович | Борис Всеволодович |                  |                  | Юрий Всеволодович | Юрий Всеволодович | Юрий Всеволодович | Юрий Всеволодович | Юрий Всеволодович | Юрий Всеволодович |                   |                   | Глеб Всеволодович | Глеб Всеволодович | Глеб Всеволодович | Глеб Всеволодович | Глеб Всеволодович       | Глеб Всеволодович    |                      |                      | Ярослав Всеволодович | Ярослав Всеволодович | Ярослав Всеволодович | Ярослав Всеволодович | Ярослав Всеволодович | Ярослав Всеволодович |                    |                    | Владимир Всеволодович | Владимир Всеволодович | Владимир Всеволодович | Владимир Всеволодович | Владимир Всеволодович | Владимир Всеволодович |                   |                   | Святослав Всеволодович | Святослав Всеволодович | Святослав Всеволодович | Святослав Всеволодович | Святослав Всеволодович | Святослав Всеволодович |                     |                     | Иван Всеволодович   | Иван Всеволодович   | Иван Всеволодович | Иван Всеволодович | Иван Всеволодович | Иван Всеволодович |  |  |  |  |  |  |  |  |  |  |  |  |  |  |  |  |  |  |  |  |  |  |  |  |  |  |  |  |  |  |  |  |  |  |  |  |  |  |  |  |  |  |  |  |  |  |  |  |  |  |  |  |
| Константин Всеволодович | Константин Всеволодович | Константин Всеволодович | Константин Всеволодович | Константин Всеволодович | Константин Всеволодович |                         |                         | Борис Всеволодович      | Борис Всеволодович      | Борис Всеволодович | Борис Всеволодович | Борис Всеволодович | Борис Всеволодович |                  |                  | Юрий Всеволодович | Юрий Всеволодович | Юрий Всеволодович | Юрий Всеволодович | Юрий Всеволодович | Юрий Всеволодович |                   |                   | Глеб Всеволодович | Глеб Всеволодович | Глеб Всеволодович | Глеб Всеволодович | Глеб Всеволодович       | Глеб Всеволодович    |                      |                      | Ярослав Всеволодович | Ярослав Всеволодович | Ярослав Всеволодович | Ярослав Всеволодович | Ярослав Всеволодович | Ярослав Всеволодович |                    |                    | Владимир Всеволодович | Владимир Всеволодович | Владимир Всеволодович | Владимир Всеволодович | Владимир Всеволодович | Владимир Всеволодович |                   |                   | Святослав Всеволодович | Святослав Всеволодович | Святослав Всеволодович | Святослав Всеволодович | Святослав Всеволодович | Святослав Всеволодович |                     |                     | Иван Всеволодович   | Иван Всеволодович   | Иван Всеволодович | Иван Всеволодович | Иван Всеволодович | Иван Всеволодович |  |  |  |  |  |  |  |  |  |  |  |  |  |  |  |  |  |  |  |  |  |  |  |  |  |  |  |  |  |  |  |  |  |  |  |  |  |  |  |  |  |  |  |  |  |  |  |  |  |  |  |  |
|                         |                         |                         |                         | Василько Константинович | Василько Константинович | Василько Константинович | Василько Константинович | Василько Константинович | Василько Константинович |                    |                    | Всеволод Юрьевич   | Всеволод Юрьевич   | Всеволод Юрьевич | Всеволод Юрьевич | Всеволод Юрьевич  | Всеволод Юрьевич  |                   |                   | Фёдор Ярославич   | Фёдор Ярославич   | Фёдор Ярославич   | Фёдор Ярославич   | Фёдор Ярославич   | Фёдор Ярославич   |                   |                   | Андрей Ярославич        | Андрей Ярославич     | Андрей Ярославич     | Андрей Ярославич     | Андрей Ярославич     | Андрей Ярославич     |                      |                      | Михаил Хоробрит      | Михаил Хоробрит      | Михаил Хоробрит    | Михаил Хоробрит    | Михаил Хоробрит       | Михаил Хоробрит       |                       |                       | Даниил Ярославич      | Даниил Ярославич      | Даниил Ярославич  | Даниил Ярославич  | Даниил Ярославич       | Даниил Ярославич       |                        |                        | Дмитрий Святославич    | Дмитрий Святославич    | Дмитрий Святославич | Дмитрий Святославич | Дмитрий Святославич | Дмитрий Святославич |                   |                   |                   |                   |  |  |  |  |  |  |  |  |  |  |  |  |  |  |  |  |  |  |  |  |  |  |  |  |  |  |  |  |  |  |  |  |  |  |  |  |  |  |  |  |  |  |  |  |  |  |  |  |  |  |  |  |
|                         |                         |                         |                         | Василько Константинович | Василько Константинович | Василько Константинович | Василько Константинович | Василько Константинович | Василько Константинович |                    |                    | Всеволод Юрьевич   | Всеволод Юрьевич   | Всеволод Юрьевич | Всеволод Юрьевич | Всеволод Юрьевич  | Всеволод Юрьевич  |                   |                   |                   | Фёдор Ярославич   | Фёдор Ярославич   | Фёдор Ярославич   | Фёдор Ярославич   | Фёдор Ярославич   |                   |                   | Андрей Ярославич        | Андрей Ярославич     | Андрей Ярославич     | Андрей Ярославич     | Андрей Ярославич     | Андрей Ярославич     |                      |                      | Михаил Хоробрит      | Михаил Хоробрит      | Михаил Хоробрит    | Михаил Хоробрит    | Михаил Хоробрит       | Михаил Хоробрит       |                       |                       | Даниил Ярославич      | Даниил Ярославич      | Даниил Ярославич  | Даниил Ярославич  | Даниил Ярославич       | Даниил Ярославич       |                        |                        | Дмитрий Святославич    | Дмитрий Святославич    | Дмитрий Святославич | Дмитрий Святославич | Дмитрий Святославич | Дмитрий Святославич |                   |                   |                   |                   |  |  |  |  |  |  |  |  |  |  |  |  |  |  |  |  |  |  |  |  |  |  |  |  |  |  |  |  |  |  |  |  |  |  |  |  |  |  |  |  |  |  |  |  |  |  |  |  |  |  |  |  |
|                         |                         |                         |                         |                         |                         |                         |                         |                         |                         |                    |                    |                    |                    |                  |                  |                   |                   |                   |                   |                   |                   |                   |                   |                   |                   |                   |                   |                         |                      |                      |                      |                      |                      |                      |                      |                      |                      |                    |                    |                       |                       |                       |                       |                       |                       |                   |                   |                        |                        |                        |                        |                        |                        |                     |                     |                     |                     |                   |                   |                   |                   |  |  |  |  |  |  |  |  |  |  |  |  |  |  |  |  |  |  |  |  |  |  |  |  |  |  |  |  |  |  |  |  |  |  |  |  |  |  |  |  |  |  |  |  |  |  |  |  |  |  |  |  |
|                         |                         |                         |                         |                         |                         |                         |                         |                         |                         |                    |                    |                    |                    |                  |                  |                   |                   |                   |                   |                   |                   |                   |                   |                   |                   |                   |                   |                         |                      |                      |                      |                      |                      |                      |                      |                      |                      |                    |                    |                       |                       |                       |                       |                       |                       |                   |                   |                        |                        |                        |                        |                        |                        |                     |                     |                     |                     |                   |                   |                   |                   |  |  |  |  |  |  |  |  |  |  |  |  |  |  |  |  |  |  |  |  |  |  |  |  |  |  |  |  |  |  |  |  |  |  |  |  |  |  |  |  |  |  |  |  |  |  |  |  |  |  |  |  |
|                         |                         |                         |                         | Всеволод Константинович | Всеволод Константинович | Всеволод Константинович | Всеволод Константинович | Всеволод Константинович | Всеволод Константинович |                    |                    | Мстислав Юрьевич   | Мстислав Юрьевич   | Мстислав Юрьевич | Мстислав Юрьевич | Мстислав Юрьевич  | Мстислав Юрьевич  |                   |                   | Ярослав Ярославич | Ярослав Ярославич | Ярослав Ярославич | Ярослав Ярославич | Ярослав Ярославич | Ярослав Ярославич |                   |                   | Константин Ярославич    | Константин Ярославич | Константин Ярославич | Константин Ярославич | Константин Ярославич | Константин Ярославич |                      |                      | Афанасий Ярославич   | Афанасий Ярославич   | Афанасий Ярославич | Афанасий Ярославич | Афанасий Ярославич    | Афанасий Ярославич    |                       |                       | Василий Ярославич     | Василий Ярославич     | Василий Ярославич | Василий Ярославич | Василий Ярославич      | Василий Ярославич      |                        |                        | Михаил Иванович        | Михаил Иванович        | Михаил Иванович     | Михаил Иванович     | Михаил Иванович     | Михаил Иванович     |                   |                   |                   |                   |  |  |  |  |  |  |  |  |  |  |  |  |  |  |  |  |  |  |  |  |  |  |  |  |  |  |  |  |  |  |  |  |  |  |  |  |  |  |  |  |  |  |  |  |  |  |  |  |  |  |  |  |
|                         |                         |                         |                         | Всеволод Константинович | Всеволод Константинович | Всеволод Константинович | Всеволод Константинович | Всеволод Константинович | Всеволод Константинович |                    |                    | Мстислав Юрьевич   | Мстислав Юрьевич   | Мстислав Юрьевич | Мстислав Юрьевич | Мстислав Юрьевич  | Мстислав Юрьевич  |                   |                   | Ярослав Ярославич | Ярослав Ярославич | Ярослав Ярославич | Ярослав Ярославич | Ярослав Ярославич | Ярослав Ярославич |                   |                   | Константин Ярославич    | Константин Ярославич | Константин Ярославич | Константин Ярославич | Константин Ярославич | Константин Ярославич |                      |                      | Афанасий Ярославич   | Афанасий Ярославич   | Афанасий Ярославич | Афанасий Ярославич | Афанасий Ярославич    | Афанасий Ярославич    |                       |                       | Василий Ярославич     | Василий Ярославич     | Василий Ярославич | Василий Ярославич | Василий Ярославич      | Василий Ярославич      |                        |                        | Михаил Иванович        | Михаил Иванович        | Михаил Иванович     | Михаил Иванович     | Михаил Иванович     | Михаил Иванович     |                   |                   |                   |                   |  |  |  |  |  |  |  |  |  |  |  |  |  |  |  |  |  |  |  |  |  |  |  |  |  |  |  |  |  |  |  |  |  |  |  |  |  |  |  |  |  |  |  |  |  |  |  |  |  |  |  |  |
|                         |                         |                         |                         |                         |                         |                         |                         |                         |                         |                    |                    |                    |                    |                  |                  |                   |                   |                   |                   |                   |                   |                   |                   |                   |                   |                   |                   |                         |                      |                      |                      |                      |                      |                      |                      |                      |                      |                    |                    |                       |                       |                       |                       |                       |                       |                   |                   |                        |                        |                        |                        |                        |                        |                     |                     |                     |                     |                   |                   |                   |                   |  |  |  |  |  |  |  |  |  |  |  |  |  |  |  |  |  |  |  |  |  |  |  |  |  |  |  |  |  |  |  |  |  |  |  |  |  |  |  |  |  |  |  |  |  |  |  |  |  |  |  |  |
|                         |                         |                         |                         | Владимир Константинович | Владимир Константинович | Владимир Константинович | Владимир Константинович | Владимир Константинович | Владимир Константинович |                    |                    | Владимир Юрьевич   | Владимир Юрьевич   | Владимир Юрьевич | Владимир Юрьевич | Владимир Юрьевич  | Владимир Юрьевич  |                   |                   |                   |                   |                   |                   |                   |                   |                   |                   |                         |                      |                      |                      | Александр Невский    | Александр Невский    | Александр Невский    | Александр Невский    | Александр Невский    | Александр Невский    |                    |                    |                       |                       |                       |                       |                       |                       |                   |                   |                        |                        |                        |                        |                        |                        |                     |                     |                     |                     |                   |                   |                   |                   |  |  |  |  |  |  |  |  |  |  |  |  |  |  |  |  |  |  |  |  |  |  |  |  |  |  |  |  |  |  |  |  |  |  |  |  |  |  |  |  |  |  |  |  |  |  |  |  |  |  |  |  |
|                         |                         |                         |                         | Владимир Константинович | Владимир Константинович | Владимир Константинович | Владимир Константинович | Владимир Константинович | Владимир Константинович |                    |                    | Владимир Юрьевич   | Владимир Юрьевич   | Владимир Юрьевич | Владимир Юрьевич | Владимир Юрьевич  | Владимир Юрьевич  |                   |                   |                   |                   |                   |                   |                   |                   |                   |                   |                         |                      |                      |                      | Александр Невский    | Александр Невский    | Александр Невский    | Александр Невский    | Александр Невский    | Александр Невский    |                    |                    |                       |                       |                       |                       |                       |                       |                   |                   |                        |                        |                        |                        |                        |                        |                     |                     |                     |                     |                   |                   |                   |                   |  |  |  |  |  |  |  |  |  |  |  |  |  |  |  |  |  |  |  |  |  |  |  |  |  |  |  |  |  |  |  |  |  |  |  |  |  |  |  |  |  |  |  |  |  |  |  |  |  |  |  |  |